# Вецселпілс
Вецсе́лпілс (латис. Vecsēlpils) — село в Латвії, Селія, Сальський край, Селпілська волость. Розташоване на сході країни, на річці Даугава. Історичний центр Селії. Виникло як поселення селонів, яких 1208 року підкорили німецькі хрестоносці. Було одним із важливих міст герцогства Курляндії та Семигалії, центром Зельбурзького обер-гауптманства. Отримало міські права 1621 року.

## Назва
- Вецсе́лпілс (латис. Vecsēlpils, «Старий Селпілс») — сучасна латиська назва, що протиставляється іншому «Новому Селпілсу» (латис. Jaunsēlpils)
- Зельбург (нім. Selburg) — стара німецька назва, що означає «городище селів (селонів)».
- Селпілс (латис. Sēlpils) — стара латиська назва, аналогічна німецькій.

## Історія
- 1208 року німецькі хрестоносці здобули городище селонів й перейменували його Зельбург.
- 1218 року селійський єпископ Бернард оселився у Зельбурзькому городищі.
- 1373 року лицарі Лівонського ордену збудували Зельбурзький замок.
- 1578 року курляндський герцог Готтгард Кеттлер переніс свою резиденцію до Зельбурга.
- 1617 року Зельбург став центром Зельбурзького обер-гауптманства в герцогстві Курляндії та Семигалії.
- 1621 року Зельбург отримав статус міста й права самоврядування від герцога Фрідріха Кеттлера.
- 1627 року шведські війська захопили і спалили Зельбург.
- 1705 року Зельбурзький замок підірваний в ході Великої північної війни.
- 1711 року населення Зельбурга сильно скоротилося після епідемії чуми, внаслідок чого місто остаточно занепало.
- 1795 року, внаслідок російської анексії Курляндії та Семигалії, Зельбург увійшов до складу Курляндського намісництва Російської імперії, яке 1796 року реформували у Курляндську губернію. За російського панування колишнє місто перетворилося на селище.